# Деніз Сігоньо-Рассел
Деніз Сігоньо-Расселл (фр. Denise Sigogneau-Russell; нар. бл. 1932) — французька палеонтологиня, фахівчиня із ссавців мезозою, зокрема у Франції та Великобританії. Працює у Національному музеї природної історії в Парижі.

## Біографія
Деніз Сігоньо-Расселл захистила докторську дисертацію в 1969 році про терапсидів Південної Африки, де вона провела два роки. У 1976 році бельгійський мисливець-любитель приніс їй зуб ссавця з кар'єру у східній Франції, і це надихнуло її змінити напрямок і почати дослідження ссавців мезозою. Згодом вона вивчала їх у Франції, Португалії, Мадагаскарі, Марокко та Англії. Зофія Кілан-Яворовська сказала, що завдяки «вченості та старанності вона зроюила величезний внесок у знання ранньої еволюції ссавців».
Вона була одружена з Дональдом Расселом, також палеонтологом, який спеціалізується на ссавцях, з яким вона займалася польовими проєктами та співпрацювала.

## Дослідження
Сігоньо-Расселл опублікувала праці про багатьох ссавців та їхніх попередників, але вона найбільш відома своєю роботою про триконодонтів і морганукодонтанів тріасу, хараміїдів і багатобугоркових, а також британських ссавців крейдяного періоду разом із Персі Батлером. Вона також написала огляди анатомії та таксономії синапсидів і терапсид, а також стала співавторкої статей про новітніх викопних ссавців.
У 1983 році Сігоньо-Расселл опублікувала свій перший огляд ссавців із ретійських скель у Сен-Нікола-де-Пор у Лотарингії, Франція. Пізніше вона опублікувала більше матеріалів із цієї області, включаючи понад 200 зубів, отриманих шляхом промивання осаду. У 1991 році вона опублікувала книгу про мезозойських ссавців Les mammifères au temps des dinosaures
Вона є авторкою понад 56 дослідницьких робіт і внесла багато інших статей з палеонтології. Вона назвала щонайменше 3 ряди та родини, 5 родів і 5 видів мезозойських ссавців тріасового, юрського та крейдяного періодів.

## Наукові внески
Таксономічні назви, встановлені Деніз Сігоньо-Расселл:
Хараміїди:
- †Haramiyida Hahn, Sigogneau-Russell & Wouters, 1989
  - †Hahnodon Sigogneau-Russell, 1991[3]
    - †Hahnodon taqueti Sigogneau-Russell, 1991[3]

  - †Purbeckodon Butler, Sigogneau-Russell & Ensom, 2011[4]
    - †Purbeckodon batei Butler, Sigogneau-Russell & Ensom, 2011[4]
- †Theroteinidae Sigogneau-Russell, Frank & Hammerle 1986[5]
  - †Theroteinus Sigogneau-Russell, Frank & Hammerle 1986[5]
    - †Theroteinus nikolai Sigogneau-Russell, Frank & Hammerle 1986[5]
    - †Theroteinus rosieriensis Sigogneau-Russell 2016

Докодонти:
- † Borealestes mussettae (тепер Dorbunnodon) Sigogneau-Russell, 2003[6]
- † Krusatodon Sigogneau-Russell, 2003[6]
  - † Krusatodon kirtlingtonensis Sigogneau-Russell, 2003[6]

Цинодонти:
- †Woutersiidae Sigogneau-Russell, 1983 
  - †Woutersia Sigogneau-Russell, 1983
    - †Woutersia mirabilis Sigogneau-Russell, 1983
    - †Woutersia butleri Sigogneau-Russell & Hahn, 1995[7]

Земноводні:
- †Rubricacaecilia Evans & Sigogneau-Russell, 2001[8]
  - †Rubricacaecilia monbaroni Evans & Sigogneau-Russell, 2001
- †Anoualerpeton Gardner, Evans & Sigogneau-Russell, 2003
  - †Anoualerpeton priscus Gardner, Evans & Sigogneau-Russell, 2003
  - †Anoualerpeton unicus  Gardner, Evans & Sigogneau-Russell, 2003

Хорістодери:
- †Khurendukhosaurus Sigogneau-Russell & Efimov, 1984
  - †Khurendukhosaurus orlovi Sigogneau-Russell & Efimov, 1984

Терапсиди:
- †Casea rutena Sigogneau-Russell & Russell, 1974
- †Arctognathus nasuta Sigogneau-Russell, 1970

Динозаври:
- †Taveirosaurus Telles-Antunes & Sigogneau-Russell, 1991
  - †Taveirosaurus costai Telles-Antunes & Sigogneau-Russell, 1991

## Вшанування
На честь дослідниці названо ранньокрейдового ссавця Denisodon Hahn and Hahn 2003 та пермського синапсида Ruthenosaurus russellorum Reisz та ін., 2011.